# 모질라 제품 목록
아래는 모질라 재단 / 모질라 코퍼레이션 / 모질라 메시징 제품의 목록이다.

## 클라이언트 응용 프로그램
- 시몽키 (과거 이름: 모질라 애플리케이션 스위트) - 인터넷 스위트.
  - 모잘리 메일 & 뉴스그룹 - 이메일 및 뉴스 구성 요소.
  - 모질라 컴포저 - HTML 편집기 구성 요소.
  - 챗질라 - IRC 구성 요소.
  - 모질라 캘린더
- 모질라 파이어폭스 - 웹 브라우저.
- 파이어폭스 모바일 - 휴대전화 및 소형(PC가 아닌) 장치용 웹 브라우저.
- 모질라 선더버드 - 이메일 및 뉴스 클라이언트.

## 구성 요소
- 게코 - 레이아웃 엔진.
- 모질라 애플리케이션 프레임워크 - 네트워크 라이브러리.
- 스파이더몽킹 - C 프로그래밍 언어로 작성된 자바스크립트 엔진.
- 라이노 - 자바 프로그래밍 언어로 작성된 자바스크립트 엔진.
- DOM 인스펙터 - DOM용 인스펙터.
- Venkman - 자바스크립트 디버거.
- 서보 - 레이아웃 언어.

## 개발 도구
- 버그질라 - 버그 추적 시스템.
- Bonsai - CVS용 웹 기반 인터페이스.
- Treeherder
- 스카이라이터 - 코드 편집을 위한 웹 기반 프레임워크.
- 러스트 (프로그래밍 언어)

## API/라이브러리
- 넷스케이프 포터블 런타임 (NSPR)
- 퍼스널 시큐리티 매니저 (PSM)
- Network Security Services for Java (JSS) - NSS에 대한 자바 인터페이스.
- Network Security Services (NSS)

## 기타 도구
- Mozbot - 펄로 작성된 IRC 봇.
- Mstone - 멀티 프로토콜 스트레스 및 성능 측정 도구.
- 클라이언트 커스터마이제이션 킷 (CCK)
- 모질라 디렉터리 SDK
- 모질라 레인드롭

## 기술
- XUL - 사용자 인터페이스용 마크업 언어.
- XBL
- XTF
- 자바스크립트 - 넷스케이프 내비게이터에서 기원한 데 팍토 클라이언트 사이드 스크립트 언어.
- NPAPI - 넷스케이프 내비게이터에서 기원한 플러그인 아키텍처.
- XPCOM - COM과 비슷한 컴포넌트 기반 소프트웨어 공학 모델.
- NPAPI - XPCOM과 자바스크립트 간의 바인딩.
- XPInstall - 확장 기능 설치용 기술.

## 버려진 프로그램
- 파이어폭스 OS - 주로 HTML5 기반의 스마트폰, 태블릿 컴퓨터용 오픈 소스 운영 체제.
- 카미노 - macOS용 웹 브라우저.
- ElectricalFire - JIT 컴파일을 사용하는 자바 가상 머신.
- Mozilla Grendel
- Mariner
- 미니모 - 모바일 장치용 웹 브라우저.
- 모질라 선버드 - 역법 클라이언트.
- 제나(Xena, "Javagator") - 자바 프로그래밍 언어로 재작성된 커뮤니케이터 스위트.

## 같이 보기
- 모질라 재단